# Rajkowci
Rajkowci (bułg. Райковци) – wieś w Bułgarii, w obwodzie Wielkie Tyrnowo, w gminie Wielkie Tyrnowo. W 2024 roku liczyła 30 mieszkańców.